# MrSID
MrSID (Произносится Mister Sid, сокр. от англ. multiresolution seamless image database) — формат графических файлов (с расширением .sid), разработанный и запатентованный компанией LizardTech. Используется для сжатия растровой графики, используемой в ГИС, например, для ортографически скорректированной аэрофотосъемки.

## Типичное использование

### Геоинформационные системы
Формат MrSID разрабатывался для использования в ГИС. С помощью этого формата огромные растровые изображения, такие как аэрофотосъемка и спутниковые фотографии, могут быть упакованы и быстро просмотрены по частям без необходимости распаковки целого файла.
Популярные ГИС поддерживают данный формат, среди них: ESRI, ERDAS, Autodesk, MapInfo, Intergraph.
Например, в этом формате NASA распространяет обработанные космические снимки со спутников LandSat-5, LandSat-7. В этом формате опубликовано несколько глобальных мозаик сухопутной части планеты.

### Интернет
Поскольку формат файлов MrSID содержит изображения в разных масштабах и уровнях качества, он может использоваться для передачи данных в сети интернет. Только текущий просматриваемый уровень и часть изображения будут переданы в браузер, упрощая и ускоряя отображение, навигацию и просмотр изображения.

## ПО для работы с форматом
LizardTech предлагает программу GeoExpress для чтения и записи MrSID файлов. Также существует бесплатный плагин браузера для просмотра. Многие коммерческие ГИС имеют поддержку чтения формата. ГИС ERDAS IMAGINE, используемая для обработки сырых растровых данных, также может создавать файлы в этом формате.
Просмоторщики Xnview и IrfanView также умеют читать файлы MrSID.

## Технология

### Кодирование
При создании первичного изображения MrSID использует вейвлет-сжатие без потерь. Затем, изображение делится на несколько уровней детализации (создаются уменьшенные версии изображения), подканалов, подблоков и битовых плоскостей. После кодирования уровней к ним могут быть применены оптимизации и дополнительные режимы сжатия. Уменьшение объема изображения примерно до 2 раз может быть достигнуто без потерь, но большие степени сжатия будут отбрасывать часть информации, подобно алгоритмам сжатия с потерями в JPEG. В отличие от последнего в данном формате используются алгоритмы, дающее меньшее количество артефактов и сохраняющие четкие границы. Одной из особенностей алгоритмов отображения и упаковки является использование пиксельной сетки, повернутой на 45 градусов, и отображение каждого пикселя при большом увеличении с градиентной заливкой, а не со сплошной. 

### Декодирование (просмотр)
MrSID использует выборочное декодирование, то есть декодеру (просмотрщику) не требуется декодирование всего файла для отображения какого-то одного уровня детализации или качества изображения.

### Привязка к координатам
Для сохранения метаинформации о растре используются заголовки, подобные  GeoTIFF GeoKeys. В них хранятся координаты снимка, его размер, использованные спектральные диапазоны, дата и время снимка.